# Brewster Hill
Brewster Hill es un lugar designado por el censo ubicado en el condado de Putnam en el estado estadounidense de Nueva York y además es su sede de condado. En el año 2000 tenía una población de 2,226 habitantes y una densidad poblacional de 986.5 personas por km². Brewster Hill se encuentra ubicado dentro del pueblo de Southeast.

## Geografía
Brewster Hill se encuentra ubicado en las coordenadas 41°25′22″N 73°36′15″O / 41.42278, -73.60417. Según la Oficina del Censo, la ciudad tiene un área total de 2,5 km² (1 mi²), de la cual 2,3 km² (0,9 mi²) es tierra y 0,3 km² (0,1 mi²) (11.22%) es agua.

## Demografía
Según la Oficina del Censo en 2000 los ingresos medios por hogar en la localidad eran de $67,417, y los ingresos medios por familia eran $69,044. Los hombres tenían unos ingresos medios de $48,011 frente a los $38,073 para las mujeres. La renta per cápita para la localidad era de $25,327. Alrededor del 0.4% de la población estaban por debajo del umbral de pobreza.